# Амін-Заде Мухіддін
Мухідді́н Амі́н-Заде́  (1904 — †22 листопада 1966) — таджицький поет і перекладач. Україні присвятив поезію «Моїм українським братам» (1962).
Переклав таджицькою мовою вірші Тараса Шевченка «І Архімед, і Галілей», «Н. Костомарову», «Рано-вранці новобранці» та інші, що ввійшли до таджицького видання творів Тараса Шевченка «Збірка поезій» (Сталінабад, 1940, перевидано 1954), а також поезії «Кума моя і я», «І тернистий, і колючий», опубліковані у збірці «Заповіт» (Душанбе, 1961).